# Estádio Luis Sitjar
O Estádio Luis Sitjar é um estádio de futebol de Palma de Mallorca. Foi inaugurado em 1945 e foi o estádio oficial do RCD Mallorca, o nome do estádio foi em homenagem a pessoa que três anos antes da inauguração do estádio havia iniciado a construção do estádio: Luís Sitjar Castellá. Em 1999, o RCD Mallorca se transferiu para o Son Moix.
O estádio tem uma capacidade de 20.000 espectadores e dimensão de 103x69 metros.
Em 2007 foi utilizado pelo Mallorca B, encontra se atualmente abandonado e em um lamentável estado.